# Pericoma notata
Pericoma notata är en tvåvingeart som beskrevs av Duckhouse 1966. Pericoma notata ingår i släktet Pericoma och familjen fjärilsmyggor. Inga underarter finns listade i Catalogue of Life.